# 酷刑聲請上訴委員會
酷刑聲請上訴委員會（英語：Torture Claims Appeal Board）是於2012年12月3日根據第115章《入境條例》第37ZQ條成立的獨立法定組織。上訴委員會會就根據該條例第37ZR條提出的上訴，以及根據該條例第37ZM條所指的要求撤銷決定的申請，進行聆訊和作出裁定。上訴委員會的現任主席是源麗華。